# مارسل بیدو
مارسل بیدو (فرانسوی: Marcel Bidot‎; ۳۱ دسامبر ۱۹۰۲ – ۲۶ ژانویهٔ ۱۹۹۵) دوچرخه‌سوار اهل فرانسه بود.